# 6651 Rogervenable
6651 Rogervenable este o planetă minoră (asteroid), cu un diametru de , din centura de asteroizi. A fost descoperită pe 10 septembrie 1991 la Observatorul Palomar de Henry E. Holt și a fost numită după . 
Obiectul prezintă o orbită caracterizată de o semiaxă mare de 2,3762978 UAi, o excentricitate de 0,07, o înclinație de 3,81437 ° în raport cu ecliptica.